# Xã Newark, Quận Licking, Ohio
Xã Newark (tiếng Anh: Newark Township) là một xã thuộc quận Licking, tiểu bang Ohio, Hoa Kỳ. Năm 2010, dân số của xã này là 1.967 người.